# Antillotyphlops granti
Antillotyphlops granti — вид змій родини сліпунів (Typhlopidae). Ендемік Пуерто-Рико. Вид названий на честь американського герпетолога Чапмана Гранта.

## Поширення і екологія
Antillotyphlops granti мешкають на південно-західному узбережжі Пуерто-Рико та на сусідньому острові Каха-де-Муертос. Вони живуть в сухих тропічних лісах, під камінням, на висоті до 100 м над рівнем моря.

## Збереження
МСОП класифікує цей вид як такий, що перебуває під загрозою зникнення. Antillotyphlops granti загрожує знищення природного середовища.